# Oenothera deflexa
Oenothera deflexa är en dunörtsväxtart som beskrevs av Gates. Oenothera deflexa ingår i släktet nattljussläktet, och familjen dunörtsväxter. Inga underarter finns listade i Catalogue of Life.